# Giuliano Geleng
Giuliano Geleng, talora trascritto Gèleng (Roma, 17 agosto 1949 – Roma, 10 marzo 2020), è stato un pittore italiano.

## Biografia
Figlio di Rinaldo e fratello di Antonello, fu anch'egli pittore di scena per Federico Fellini, nonché autore dei manifesti di alcuni film del regista riminese, il più noto dei quali è quello realizzato per Amarcord, oltre a quelli per Il Casanova di Federico Fellini e Ginger e Fred. 
Geleng ha frequentato l'Accademia di Belle Arti di Roma, nella classe di Renato Guttuso e Piero Guccione. Dopo il diploma, per alcuni anni, insegna tra Roma e Perugia, per dedicarsi poi esclusivamente alla pittura. Si divideva tra lo studio di Roma e quello di Foligno.
Le sue opere (soprattutto olio su legno) sono tra il naïf e il surreale.